# Estrée
Estrée ist eine französische Gemeinde im Département Pas-de-Calais in der Region Hauts-de-France. Sie gehört zum Kanton Berck im Arrondissement Montreuil.

## Lage
Die Gemeinde Estrée liegt an der Course im Westen des Artois, vier Kilometer nördlich von Montreuil-sur-Mer. Nachbargemeinden von Estrée sind Montcavrel im Norden, Aix-en-Issart im Osten, Neuville-sous-Montreuil im Süden sowie Estréelles im Westen.

## Bevölkerungsentwicklung
| Jahr                       | 1962 | 1968 | 1975 | 1982 | 1990 | 1999 | 2006 | 2013 | 2022 |
| -------------------------- | ---- | ---- | ---- | ---- | ---- | ---- | ---- | ---- | ---- |
| Einwohner                  | 158  | 155  | 137  | 237  | 274  | 276  | 299  | 294  | 296  |
| Quellen: Cassini und INSEE |      |      |      |      |      |      |      |      |      |

## Sehenswürdigkeiten

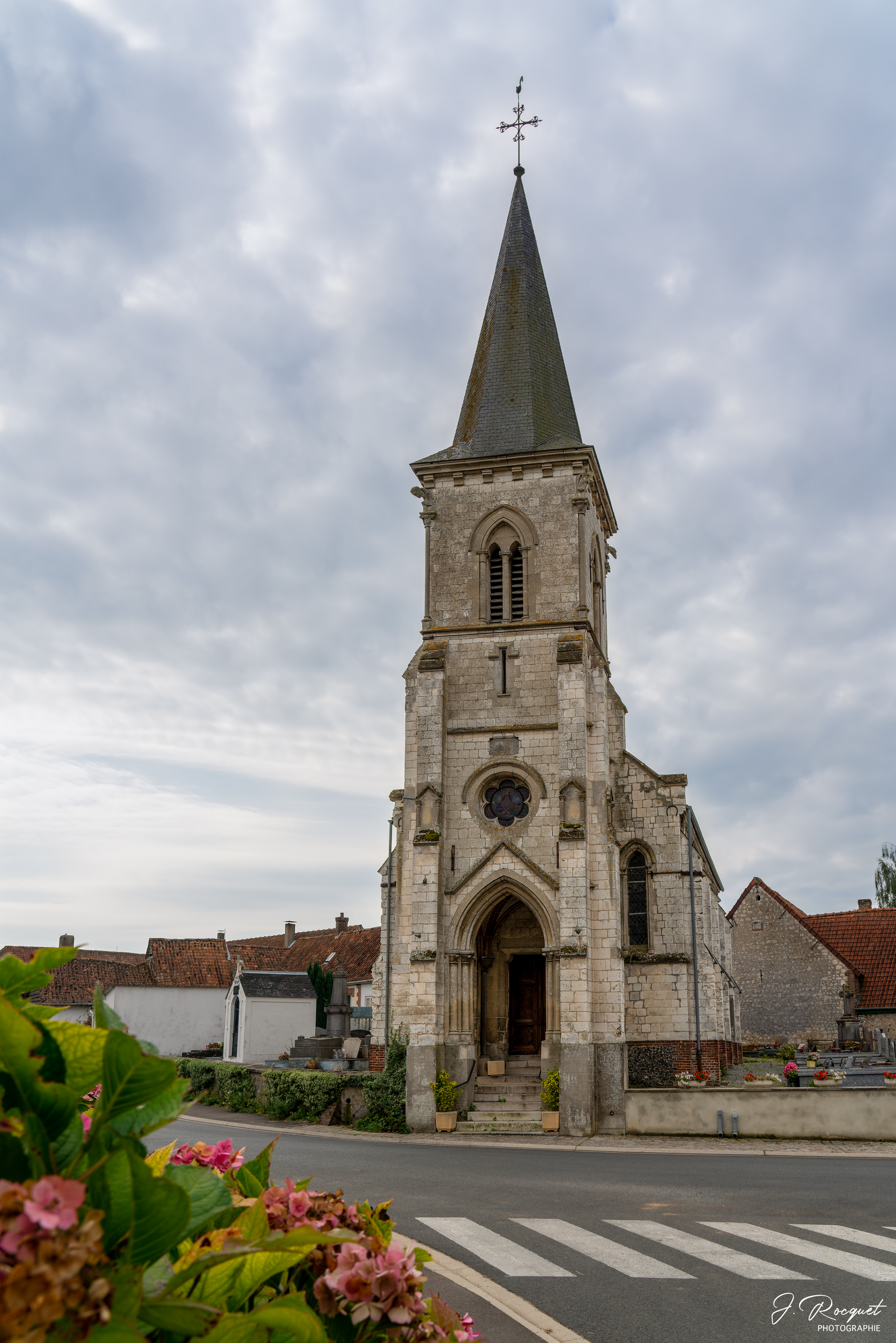
Kirche Saint-Omer
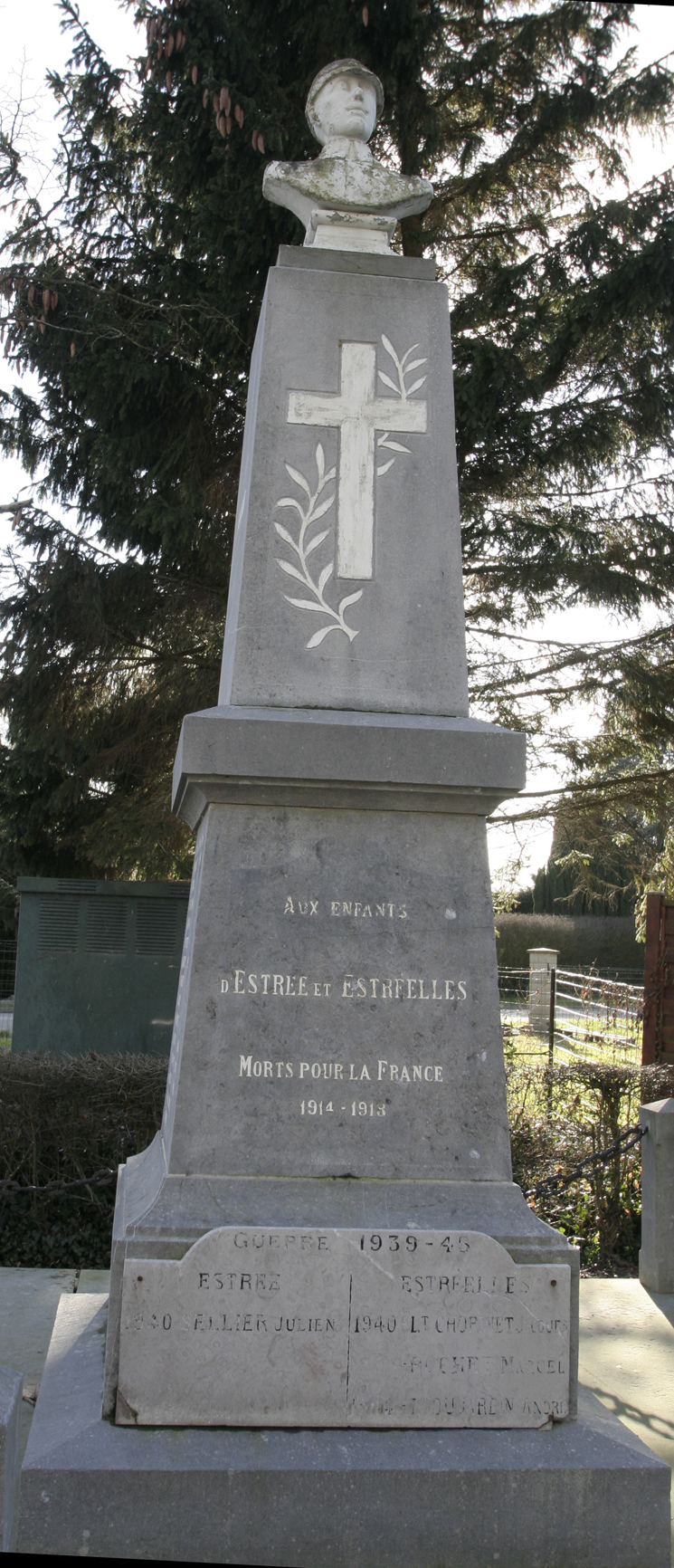
Gefallenendenkmal

- Kirche Saint-Omer
- Gefallenendenkmal